# دایملر-بنتس دی‌ب ۶۰۳
دایملر-بنز دی‌بی ۶۰۳ (به انگلیسی: Daimler-Benz DB 603) یک موتور هواگرد ساختِ کارخانهٔ دایملر-بنز در کشور آلمان است.